# Вижикі (Лосицький повіт)
Вижикі (пол. Wyrzyki) — село в Польщі, у гміні Стара Корниця Лосицького повіту Мазовецького воєводства.
Населення — 149 осіб (2011).
У 1975-1998 роках село належало до Білопідляського воєводства.

## Демографія
Демографічна структура станом на 31 березня 2011 року:
|          | Загалом | Допрацездатний вік | Працездатний вік | Постпрацездатний вік |
| -------- | ------- | ------------------ | ---------------- | -------------------- |
| Чоловіки | 70      | 12                 | 43               | 15                   |
| Жінки    | 79      | 16                 | 39               | 24                   |
| Разом    | 149     | 28                 | 82               | 39                   |